# Стеклянуха
Стекляну́ха — село в Шкотовском районе Приморского края, входит в Центральненское сельское поселение. Расположено между рек Шкотовка и Стеклянуха, в 1,5 км от места их соединения.
До 1972 года село носило название Саинбар.
Близ села проходит автотрасса Шкотово — Партизанск. Расстояние по дороге до райцентра, посёлка Смоляниново составляет 11 км, до Владивостока — около 71 км. Ближайшая железнодорожная станция Смоляниново расположена в 5 км к югу по прямой.

## Достопримечательности
Рядом с селом есть Шкотовские водопады. Самый красивый и известный водопад Шкотовского плато — водопад Неожиданный на Левом Горбатом ключе, притоке реки Стекляннухи. До него почти вплотную легко доехать от села по старой лесовозной дороге. Водопад появляется неожиданно, несмотря на нарастающий шум падающей воды — отсюда и его название. На соседнем ключе Порожистом есть несколько сезонных водопадиков: в сухую погоду они пересыхают, а во время дождей набирают силу. В трёх часах ходьбы от Неожиданного на Правой Тигровой находится ещё один интересный водопад под названием Дальний. Речка течёт по дну каньона, а в самом узком месте превращается в красивый 13-метровый водопад.

## Этимология
В книге Владимира Клавдиевича Арсеньева имеется описание, как название «Стеклянуха» появилось на картах Приморского края.

Река Цимухе, длиной в 30 километров, течёт в широтном
направлении и имеет с правой стороны один только приток — Бейцу. Долину, по которой протекает река, здешние переселенцы называют Стеклянной падью. Такое название она получила от китайской зверовой фанзы, в окне которой был вставлен небольшой кусочек стекла. Надо заметить, что тогда в Уссурийском крае не было ни одного стекольного завода, и потому в глухих местах стекло ценилось особенно высоко. В глубине гор и лесов оно было своего рода меновой единицей. Пустую бутылку можно было выменять на муку, соль, чумизу и даже на пушнину. Старожилы рассказывают, что во время ссор враги старались проникнуть друг к другу в дом и перебить стеклянную посуду. Немудрено поэтому, что кусочек стекла в окне китайской фанзы был роскошью. Это обратило внимание первых переселенцев, и они назвали Стеклянной не только фанзу и речку, но и всю прилегающую местность.
— Арсеньев В. К. Глава 1. СТЕКЛЯННАЯ ПАДЬ // По Уссурийскому краю. — Владивосток : Тип. «Эхо», 1921. — 280 с.
В то время Стекляннухой было поселение в 6 км выше по реке от современного села, которое тогда именовалось Саинбар. По одной версии Саинбар имеет китайское происхождение («нижний лагерь»), по другой — корейское («первая деревня» — от устья реки). В 1962 году деревня Стекляннуха была исключена из списков, но имя пади осталось. Именно по этой пади в 1972 году на волне переименований китайских топонимов на Дальнем Востоке после конфликта на острове Даманский получила своё имя протекающая по ней речка Бейча (с кит. — «северный приток» — Шкотовки), а по речке было названо и село.

## Население
| 1915 | 2002 | 2005 | 2008 | 2010 |
| ---- | ---- | ---- | ---- | ---- |
| 121  | ↗325 | ↘304 | ↘302 | ↘290 |